# Cmentarz żydowski w Ryczywole (województwo wielkopolskie)
Cmentarz żydowski w Ryczywole – kirkut używany niegdyś przez społeczność żydowską zamieszkującą Ryczywół. Nie wiadomo kiedy dokładnie powstał, być może w XVIII wieku. Znajduje się poza terenem miejscowości i ma powierzchnię 0,4 ha. Z dwóch stron otacza go mur. Z wojennych zniszczeń zachowały się dwa nagrobki, z których starszy pochodzi z 1843.